# Artist Collection: Run DMC
Artist Collection è il sesto album di raccolta del gruppo musicale statunitense Run DMC, pubblicato il 12 ottobre 2004.
Negli anni tra il 2002 e il 2004 vennero pubblicati vari Best of del gruppo. Anche se Ultimate Run DMC è considerata la migliore tra di esse, Artist Collection è comunque ritenuta una raccolta di buona qualità.

## Tracce
1. Walk This Way – 5:12
2. Rock Box – 5:30
3. My Adidas – 2:49
4. King of Rock – 5:15
5. Can You Rock It Like This – 4:30
6. You're Blind – 5:32
7. Rock the House – 2:43
8. It's Like That – 4:11
9. Hit It Run – 3:12
10. Raising Hell – 5:34
11. Beats to the Rhyme – 2:42
12. Tougher Than Leather – 4:24
13. Down With the King – 5:04
14. It's Tricky – 3:04